# 成田啓之
成田 啓之（なりた けいし、1973年（昭和48年） - ）は、日本の生化学者。生化学博士。岩手医科大学医学部准教授。山形県東田川郡櫛引町（現・鶴岡市）出身。

## 略歴
- 1973年（昭和48年）6月、山形県東田川郡櫛引町（現・鶴岡市）に生れる。
- 1996年（平成8年）3月、東北大学工学部生物化学工学科卒業
- 1999年（平成11年）9月、同大学院生物工学科修士課程中途退学
- 2001年（平成13年）10月、オックスフォード大学生物化学科博士課程修了。博士号取得。
  - 11月、アメリカ合衆国メイヨークリニック生物化学・分子生物学科・博士研究員
- 2007年（平成19年）4月、山梨大学大学院医学工学総合研究部・解剖学講座細胞生物学教室・助教授に就任。
- 2015年（平成27年）4月、山梨大学大学院医学工学総合研究部・解剖学講座細胞生物学教室・准教授に就任。
- 2023年、岩手医科大学医学部准教授に就任。

## 論文
- 『グルコシルセラミド合成酵素の研究：イミン糖による抑制のメカニズム』（博士論文）
- 『ファルネシル二リン酸合成酵素の生成物鎖長制御機構についての研究』（学士論文）

## 参考資料
- 山梨大学大学院解剖学講座細胞生物学教室HP